# George della giungla
George della giungla (George of the Jungle) è una serie televisiva a cartoni animati classica prodotta da Jay Ward e Bill Scott. La sigla italiana era suonata dai Mini Robots (prodotta da Vito Tommaso).

## Personaggi
- George, un bianco muscoloso ispirato a Tarzan e a George Eiferman ma molto imbranato e poco intelligente. Nonostante tali difetti riesce, alla fine di ogni puntata, ad avere la meglio sui cattivi.
- Ursula, compagna di George, corrispettivo di Jane, molto più avveduta del suo innamorato.
- Ape, il gorilla miglior amico di George, assimilabile a Cheetah.
- Tiger Titheridge e Weevil Plumtree, i due cattivi della serie.

## Episodi
1. George e la perla del sultano (The Sultan's Pearl)
2. The Malady Lingers On
3. Oo-Oo Birds Of A Feather
4. Ungawa, The Gorilla God
5. Little Scissor
6. Monkey Business
7. Next Time, Take The Train
8. The Desperate Showers
9. The Treasure Of Sarah Madre
10. The Trouble I've Seed
11. Dr. Schpritzer, I Presume?
12. Rescue Is My Business
13. Big Flop at The Big Top
14. The Chi Chi Dog
15. A Man For All Hunting Seasons
16. The Forest's Prime Evil
17. Kings Back-To-Back